# Neocteniza spinosa
Neocteniza spinosa là một loài nhện trong họ Idiopidae.
Loài này thuộc chi Neocteniza. Neocteniza spinosa được Pablo A. Goloboff miêu tả năm 1987.